# Йоганн VII фон Бланкенфельде
Йоганн VII Бланкенфельде (нім. Johann von Blankenfelde; бл. 1471, Берлін — 9 вересня 1527, Торкемада) — 19-й Ризький архієпископ в 1524—1527 роках. Активний противник поширення протестантизму в Лівонії.

## Життєпис

### Молоді роки
Походив з бранденбурзького купецько-шляхетського роду Бланкенфельде. Син Томаса фон Бланкенфельде, бургомістра Берліну, та Маргарити фон Бух. Народився близько 1471 року в Берліні. Навчався права в Лейпцизькому, потім у Франкфуртському університетах. Потім здобував освіту у Віденському 91498—1499 роки) і Болонському університетах (1499—1503 роки).

### Кар'єра
1503 року здобув докторський ступінь, викладав в Лейпцизькому університеті. 1506 року став професором права у Франкфуртському університеті. 1504 року втратив батька. 1507 року призначено ректором Франкфуртського університету. Представляв інтереси курфюрстів Бранденбургу при Імперському камеральному суді. Йоганн фон Бланкенфельде став радником Йоахіма I Нестора Гогенцоллерна.
У 1512—1519 роках представляв інтереси Папського престолу в ролі генерального прокуратора Тевтонського ордена. Бланкенфельде тоді перебував в Римі і під час роботи на цій посаді добре себе проявив, що дозволило йому заручитися підтримкою папи римського Лева X. Він також підтримував тісні стосунки з представниками династії Гогенцоллернів, що теж допомогло йому претендувати на високі пости.
У 1514 році призначено єпископом Ревельським (як Йоганн IV). Того ж року домігся надання підтверджень від Папського престолу привілеїв Тевтонському ордену. 1515 року отримав від папи римського дозвіл на проведення 3-річної кампанії на користь Тевтонського ордену. Брав участь в організації перемовин тевтонського великого магістра Альбрехта Гогенцоллерна з великим князівством Московським. Водночас 1517 року спростував підозри Папського престолу щодо спільних дій Тевтонського ордену і Москви проти Польщі та Литви, хоча насправді така війна готувалася.

### Архієпископ
У 1518 році стає єпископом Дерптським(як Йоганн V або VI). Надалі здобув підтримку папи римського Климента VII, який 1524 року призначив Бланкенфельде архієпископом Ризьким (як Йоганн VII).
Стикнувся з суттєвими проблемами внаслідок поширення лютеранствав Лівонії. Цьому значною мірою сприяло толерантне ставлення магістра Вальтера фон Плеттенберга. Водночас це послаблювало владу архієпископа, оскільки бюргери і шляхта, навернені до лютеранства, не визнавали влади ризького архієпископа. Невдовзі в магістратах Ревеля, Дерпту та Риги владу захопили лютерани, які спровокували захоплення та пограбування тамтешніх католицьких храмів. Вальтер фон Плеттенберг оголосив підтримку ризького магістрату, завдяки чому Рига 1524 року добровільно підкорилася магістру Лівонського ордену. Натомість місто відмовилося визнавати владу архієпископа Йоганн фон Бланкенфельде.
У 1525 році відбувся відкритий конфлікт з лівонським магістром, в якому Бланкенфельде зазнав невдачі, остаточно вимушений був залишити Ригу. Вплив католиків у Лівонії став стрімко падати. За цих умов 1525 року архієпископ намагався укласти союз з польським королем і великим князем литовським Сигізмундом I, але марно. Також намагався отримати допомогу від Тевтонського ордену, проте там уже точилися дискусії щодо його секуляризації. Тоді Бланкенфельде почав перемовини з великим князем московським Василем III, які магістр Плеттенберг розцінив як зраду та наказав арештувати ризького архієпископа.
Проте вже 1526 року під тиском лівонських католиків здобув свободу. Того ж року брав участь у Вольмарському ландтазі. Після чого вирушив по допомогу до папи римського, а звідти до Іспанії, де помер 1527 року, можливо, від дизентерії.